# Рітсіко
Рітсіко (ест. Ritsiko) — село в Естонії, входить до складу волості Міссо, повіту Вирумаа.